# Brzoza kulistokotkowa
Brzoza kulistokotkowa (Betula globispica Shirai) — gatunek należący do rodziny brzozowatych (Betulaceae Gray). Występuje w stanie dzikim jako rzadki endemit na wyspie Honsiu w Japonii, na wysokości ok. 1000 m n.p.m., w rejonie miejscowości Tochigi-Nagano.

## Morfologia
Cechy ogólneDrzewo wysokości do 20 m.
PieńDrewno twarde, wytrzymałe; kora koloru prawie białego, złuszczająca się; Pędy brodawkowate, żótawe lub szarobrązowe.
LiścieOkrągławojajowate, długie 4–7 cm, szerokie 3–5 cm; krótko zaostrzone, szerokoklinowate lub zaokrąglone u nasady. Ich brzegi piłkowane ostro, lecz nierówno i grubo. Nerwy (8-10 par) na spodzie owłosione.
KwiatyZebrane w kotki.
OwoceOwocostany wzniesione, szerokie, czasem prawie kuliste, 2,5–3,5 cm długości. Łuski z bardzo wąskimi orzęsionymi klapkami; orzeszki opatrzone wąziutkimi skrzydełkami.

## Biologia i ekologia
Siedlisko: słoneczne stoki w lasach górskich. Kwitnie późną wiosną (maj), wraz z pojawieniem się liści. Owocostany dojrzewają i rozpadają się w październiku.

## Zastosowanie
- W ojczyźnie źródło drewna opałowego.
- Roślina ozdobna. W Europie uprawiana od 1896 r. jako drzewo ozdobne, wyróżniające się niezwykłymi u brzóz owocostanami. W Polsce od 1928 r. (Kórnik, nasiona z Tokio).